# まきのさんの道の駅・佐川
まきのさんの道の駅・佐川（まきのさんのみちのえき・さかわ）は、高知県高岡郡佐川町にある国道33号の道の駅である。

## 概要
四国で90駅目、高知県では25駅目の道の駅となる。駅名の「まきのさん」はNHKの連続テレビ小説「らんまん」の主人公のモデルとなっている高岡郡佐川町出身の牧野富太郎にちなんでその名が付けられた。地元の野菜や果物が販売されるほか、木製のおもちゃや遊具をそろえた「佐川おもちゃ美術館」やレストランも併設される。

## 歴史
- 2023年（令和5年）
  - 2月28日 - 国土交通省より第58回登録において「道の駅まきのさんの道の駅・佐川」として登録[1]。
  - 6月25日 - 開駅[2]。
  - 7月15日 - 佐川おもちゃ美術館が開館[5]。

## 施設
- 駐車場 99台
- トイレ 32器
- 情報提供施設
- 観光案内所
- ベビーコーナー
- 公衆無線LAN
- バス停
- 物販施設
- 飲食施設
- 加工施設
- 芝生広場
- 遊具公園
- 佐川おもちゃ美術館
- DIY工房

## アクセス
- 国道33号 - 登録路線
- JR西佐川駅または佐川駅からさかわぐるぐるバス中心部ぐるぐる線でまきのさんの道の駅・佐川で下車